# Arrondissement électoral de Namur

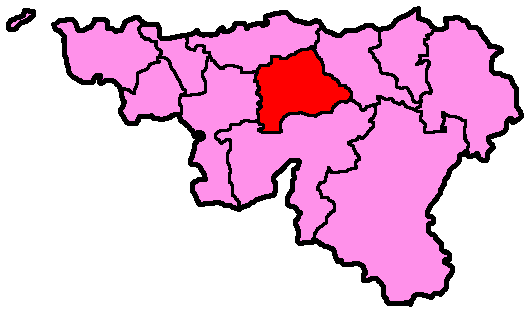
Arrondissement électoral de Namur

Namur est un arrondissement électoral en Belgique pour élire les membres du Parlement wallon depuis 1995. Il correspond à l’arrondissement administratif de Namur.